# Чемпіонат світу з боротьби 2021
Чемпіонат світу з боротьби 2021 пройшов з  2 по 10 жовтня 2021 року в Осло (Норвегія).

## Командний залік
| Місце | Чоловіки, вільний стиль | Чоловіки, вільний стиль | Чоловіки, греко-римська | Чоловіки, греко-римська | Жінки, вільний стиль | Жінки, вільний стиль |
| Місце | Країна                  | Очки                    | Країна                  | Очки                    | Країна               | Очки                 |
| ----- | ----------------------- | ----------------------- | ----------------------- | ----------------------- | -------------------- | -------------------- |
| 1     | Росія                   | 173                     | Росія                   | 152                     | Японія               | 196                  |
| 2     | США                     | 168                     | Іран                    | 146                     | США                  | 147                  |
| 3     | Іран                    | 162                     | Азербайджан             | 107                     | Монголія             | 78                   |
| 4     | Грузія                  | 68                      | Грузія                  | 92                      | Україна              | 73                   |
| 5     | Туреччина               | 58                      | Туреччина               | 66                      | Індія                | 67                   |
| 6     | Монголія                | 56                      | Угорщина                | 60                      | Киргизстан           | 65                   |
| 7     | Білорусь                | 45                      | Японія                  | 54                      | Росія                | 64                   |
| 8     | Азербайджан             | 42                      | Вірменія                | 49                      | Болгарія             | 49                   |
| 9     | Польща                  | 39                      | Польща                  | 46                      | Канада               | 47                   |
| 10    | Вірменія                | 39                      | Білорусь                | 40                      | Молдова              | 45                   |

## Загальний медальний залік
| Місце                | Країна               | Золото | Срібло | Бронза | Загалом |
| -------------------- | -------------------- | ------ | ------ | ------ | ------- |
| 1                    | Іран                 | 7      | 3      | 3      | 13      |
| 2                    | США                  | 5      | 5      | 5      | 15      |
| 3                    | Японія               | 5      | 3      | 4      | 12      |
| 4                    | Росія                | 4      | 5      | 9      | 18      |
| 5                    | Киргизстан           | 2      | 2      | 2      | 6       |
| 6                    | Молдова              | 2      | 1      | 0      | 3       |
| 7                    | Азербайджан          | 1      | 1      | 4      | 6       |
| 8                    | Польща               | 1      | 0      | 3      | 4       |
| 9                    | Вірменія             | 1      | 0      | 1      | 2       |
| 10                   | Болгарія             | 1      | 0      | 0      | 1       |
| 10                   | Сербія               | 1      | 0      | 0      | 1       |
| 12                   | Грузія               | 0      | 2      | 6      | 8       |
| 13                   | Німеччина            | 0      | 1      | 3      | 4       |
| 13                   | Туреччина            | 0      | 1      | 3      | 4       |
| 15                   | Індія                | 0      | 1      | 1      | 2       |
| 15                   | Білорусь             | 0      | 1      | 1      | 2       |
| 15                   | Казахстан            | 0      | 1      | 1      | 2       |
| 18                   | Естонія              | 0      | 1      | 0      | 1       |
| 18                   | Словаччина           | 0      | 1      | 0      | 1       |
| 18                   | Угорщина             | 0      | 1      | 0      | 1       |
| 21                   | Монголія             | 0      | 0      | 6      | 6       |
| 22                   | Україна              | 0      | 0      | 3      | 3       |
| 23                   | Єгипет               | 0      | 0      | 1      | 1       |
| 23                   | Канада               | 0      | 0      | 1      | 1       |
| 23                   | Литва                | 0      | 0      | 1      | 1       |
| 23                   | Норвегія             | 0      | 0      | 1      | 1       |
| 23                   | Швеція               | 0      | 0      | 1      | 1       |
| Загалом (27 збірних) | Загалом (27 збірних) | 30     | 30     | 60     | 120     |

## Медалісти

### Вільна боротьба
| Дисципліна | Золото                      | Срібло                         | Бронза                         |
| ---------- | --------------------------- | ------------------------------ | ------------------------------ |
| до 57 кг   | Томас Гілман США            | Аліреза Сарлак Іран            | Горст Лер Німеччина            |
| до 57 кг   | Томас Гілман США            | Аліреза Сарлак Іран            | Ариян Тютрін Білорусь          |
| до 61 кг   | Абасгаджі Магомедов ФСБР    | Дейтон Фікс США                | Арсен Арутюнян Вірменія        |
| до 61 кг   | Абасгаджі Магомедов ФСБР    | Дейтон Фікс США                | Тосіхіро Хасегава Японія       |
| до 65 кг   | Загір Шахієв ФСБР           | Амір Мохаммед Яздані Іран      | Алібек Осмонов Киргизстан      |
| до 65 кг   | Загір Шахієв ФСБР           | Амір Мохаммед Яздані Іран      | Тумур-Очір Тулга Монголія      |
| до 70 кг   | Магомедмурад Гаджієв Польща | Ерназар Акматалієв Киргизстан  | Євгеній Жербаєв ФСБР           |
| до 70 кг   | Магомедмурад Гаджієв Польща | Ерназар Акматалієв Киргизстан  | Зураб Якобішвілі Грузія        |
| до 74 кг   | Кайл Дейк США               | Таймураз Салказанов Словаччина | Фазлі Ерилмаз Туреччина        |
| до 74 кг   | Кайл Дейк США               | Таймураз Салказанов Словаччина | Тимур Біжоєв ФСБР              |
| до 79 кг   | Джордан Берроуз США         | Мохаммад Ноході Іран           | Радік Валієв ФСБР              |
| до 79 кг   | Джордан Берроуз США         | Мохаммад Ноході Іран           | Ніка Кенчадзе Грузія           |
| до 86 кг   | Хассан Яздані Іран          | Девід Тейлор США               | Абубакр Абакаров Азербайджан   |
| до 86 кг   | Хассан Яздані Іран          | Девід Тейлор США               | Артур Найфонов ФСБР            |
| до 92 кг   | Камран Гасемпур Іран        | Магомед Курбанов ФСБР          | Осман Нурмагомедов Азербайджан |
| до 92 кг   | Камран Гасемпур Іран        | Магомед Курбанов ФСБР          | Джейден Кокс США               |
| до 97 кг   | Абдулрашид Садулаєв ФСБР    | Кайл Снайдер США               | Магомед Закарієв Україна       |
| до 97 кг   | Абдулрашид Садулаєв ФСБР    | Кайл Снайдер США               | Моджтаба Голейдж Іран          |
| до 125 кг  | Амір Хоссейн Заре Іран      | Гено Петріашвілі Грузія        | Лхагвагерел Мунхтур Монголія   |
| до 125 кг  | Амір Хоссейн Заре Іран      | Гено Петріашвілі Грузія        | Таха Акгюль Туреччина          |

### Греко-римська боротьба
| Дисципліна | Золото                     | Срібло                         | Бронза                      |
| ---------- | -------------------------- | ------------------------------ | --------------------------- |
| до 55 кг   | Кен Мацуї Японія           | Емін Сефершаєв ФСБР            | Нугзарі Цурцумія Грузія     |
| до 55 кг   | Кен Мацуї Японія           | Емін Сефершаєв ФСБР            | Ельденіз Азазлі Азербайджан |
| до 60 кг   | Віктор Чобану Молдова      | Жоламан Шаршенбеков Киргизстан | Степан Марянян ФСБР         |
| до 60 кг   | Віктор Чобану Молдова      | Жоламан Шаршенбеков Киргизстан | Мурад Маммадов Азербайджан  |
| до 63 кг   | Мейсам Далхані Іран        | Лері Абуладзе Грузія           | Кенсуке Шімізу Японія       |
| до 63 кг   | Мейсам Далхані Іран        | Лері Абуладзе Грузія           | Ленур Теміров Україна       |
| до 67 кг   | Мохаммед Реза Гераеї Іран  | Назір Абдуллаєв ФСБР           | Рамаз Зоїдзе Грузія         |
| до 67 кг   | Мохаммед Реза Гераеї Іран  | Назір Абдуллаєв ФСБР           | Алмат Кебіспаєв Казахстан   |
| до 72 кг   | Малхас Амоян Вірменія      | Сергій Кутузов ФСБР            | Геворг Саакян Польща        |
| до 72 кг   | Малхас Амоян Вірменія      | Сергій Кутузов ФСБР            | Кріступас Шлейва Литва      |
| до 77 кг   | Роман Власов ФСБР          | Санан Сулейманов Азербайджан   | Роланд Шварц Німеччина      |
| до 77 кг   | Роман Власов ФСБР          | Санан Сулейманов Азербайджан   | Мохаммедалі Алі Гераеї Іран |
| до 82 кг   | Рафік Гусейнов Азербайджан | Бурхан Акбудак Туреччина       | Адлан Акієв                 |
| до 82 кг   | Рафік Гусейнов Азербайджан | Бурхан Акбудак Туреччина       | Педжман Поштам Іран         |
| до 87 кг   | Зураб Датунашвілі Сербія   | Кирило Маскевич Білорусь       | Лаша Гобадзе Грузія         |
| до 87 кг   | Зураб Датунашвілі Сербія   | Кирило Маскевич Білорусь       | Аркадіуш Кулинич Польща     |
| до 97 кг   | Мохаммед Хаді Сараві Іран  | Алекс Шоке Угорщина            | Артур Саргсян ФСБР          |
| до 97 кг   | Мохаммед Хаді Сараві Іран  | Алекс Шоке Угорщина            | Джи'Анжело Хенкок США       |
| до 130 кг  | Алі Акбар Юсефі Іран       | Зураб Гедехаурі ФСБР           | Якоб Каджая Грузія          |
| до 130 кг  | Алі Акбар Юсефі Іран       | Зураб Гедехаурі ФСБР           | Оскар Марвік Норвегія       |

### Жіноча боротьба
| Дисципліна | Золото                         | Срібло                        | Бронза                          |
| ---------- | ------------------------------ | ----------------------------- | ------------------------------- |
| до 50 кг   | Реміна Йосімото Японія         | Сара Гільдебрандт США         | Надія Соколова ФСБР             |
| до 50 кг   | Реміна Йосімото Японія         | Сара Гільдебрандт США         | Долгорявин Отгонжаргал Монголія |
| до 53 кг   | Акарі Фудзінамі Японія         | Юлія Леорда Молдова           | Катажина Кравчик Польща         |
| до 53 кг   | Акарі Фудзінамі Японія         | Юлія Леорда Молдова           | Саманта Стюарт Канада           |
| до 55 кг   | Цугумі Сакурай Японія          | Ніна Геммер Німеччина         | Олександра Хоменець Україна     |
| до 55 кг   | Цугумі Сакурай Японія          | Ніна Геммер Німеччина         | Дженна Буркерт США              |
| до 57 кг   | Гелен Мароуліс США             | Аншу Малік Індія              | Сае Нандзьо Японія              |
| до 57 кг   | Гелен Мароуліс США             | Аншу Малік Індія              | Ерхембаярин Даваачимег Монголія |
| до 59 кг   | Біляна Дудова Болгарія         | Акіє Ханай Японія             | Баатаржавин Шоовдор Монголія    |
| до 59 кг   | Біляна Дудова Болгарія         | Акіє Ханай Японія             | Саріта Індія                    |
| до 62 кг   | Айсулуу Тинибекова Киргизстан  | Кайла Міракл США              | Нонока Озакі Японія             |
| до 62 кг   | Айсулуу Тинибекова Киргизстан  | Кайла Міракл США              | Енхбатин Гантуя Монголія        |
| до 65 кг   | Ірина Рінгач Молдова           | Міва Морікава Японія          | Юганна Маттссон Швеція          |
| до 65 кг   | Ірина Рінгач Молдова           | Міва Морікава Японія          | Форрест Молінарі США            |
| до 68 кг   | Меерім Жуманазарова Киргизстан | Рін Міядзі Японія             | Таміра Менса США                |
| до 68 кг   | Меерім Жуманазарова Киргизстан | Рін Міядзі Японія             | Ханум Валієва ФСБР              |
| до 72 кг   | Масака Фуруїті Японія          | Жаміля Бакбергенова Казахстан | Бусе Тосун Туреччина            |
| до 72 кг   | Масака Фуруїті Японія          | Жаміля Бакбергенова Казахстан | Анна Шель Німеччина             |
| до 76 кг   | Аделіна Грей США               | Епп Мяе Естонія               | Самар Амер Єгипет               |
| до 76 кг   | Аделіна Грей США               | Епп Мяе Естонія               | Айпері Медет-кизи Киргизстан    |

## Виступ українських спортсменів

### Вільна боротьба
| Спортсмен                                  | Вагова категорія | Раунд 1/16                              | Раунд 1/8                                      | Чвертьфінал                           | Півфінал Втішний поєдинок                | Фінал Третє місце                   | Фінал Третє місце |
| Спортсмен                                  | Вагова категорія | Суперник Результат                      | Суперник Результат                             | Суперник Результат                    | Суперник Результат                       | Суперник Результат                  | Місце             |
| ------------------------------------------ | ---------------- | --------------------------------------- | ---------------------------------------------- | ------------------------------------- | ---------------------------------------- | ----------------------------------- | ----------------- |
| Роман Гуцуляк Івано-Франківська область    | до 57 кг         | Н/Д                                     | Горст Лер (GER) Поразка 0-2                    | Завершив виступ                       | Завершив виступ                          | Завершив виступ                     | 19                |
| Ярослав Гурський Івано-Франківська область | до 61 кг         | Канан Хейбатов (AZE) Перемога 5-4       | Тумеленбілейджін Тувшінтулга (MGL) Поразка 1-4 | Завершив виступ                       | Завершив виступ                          | Завершив виступ                     | 14                |
| Василь Шуптар Житомирська область          | до 65 кг         | Нюргун Скрябін (BLR) Перемога 8-1       | Юн Джун Сік (KOR) Перемога 6-0                 | Алібек Осмонов (KGZ) Поразка 3-5      | Завершив виступ                          | Завершив виступ                     | 8                 |
| Іван Кусяк Івано-Франківська область       | до 70 кг         | Даніель Анталь (HUN) Перемога 12-2      | Батчулууни Батмагнай (MGL) Поразка 0-5         | Завершив виступ                       | Завершив виступ                          | Завершив виступ                     | 11                |
| Зелімхан Тогузов Київ                      | до 74 кг         | Мурад Курамагомедов (HUN) Перемога 10-0 | Фазлі Ерилмаз (TUR) Поразка 1-7                | Завершив виступ                       | Завершив виступ                          | Завершив виступ                     | 11                |
| Рустам Русуєв Хмельницька область          | до 79 кг         | Арман Авагян (ARM) Поразка 0-11         | Завершив виступ                                | Завершив виступ                       | Завершив виступ                          | Завершив виступ                     | 24                |
| Мухаммед Алієв Харківська область          | до 86 кг         | Расул Тіхаєв (BLR) Перемога 11-10       | Абубакр Абакаров (AZE) Поразка 2-13            | Завершив виступ                       | Завершив виступ                          | Завершив виступ                     | 12                |
| Андрій Власов Київ                         | до 92 кг         | Еріберто Санді (CRC) Перемога 10-0      | Камран Гасемпур (IRI) Поразка 0-7              | Н/Д                                   | Іраклій Мцитурі (GEO) Перемога 8-2       | Джейден Кокс (USA) Поразка 0-11     | 5                 |
| Магомед Закарієв Одеська область           | до 97 кг         | Н/Д                                     | Максвел Ласей (CRC) Перемога 10-3              | Сулейман Караденіз (TUR) Перемога 6-3 | Абдулрашид Садулаєв (RUS) · Поразка 0-11 | Олександр Гуштин (BLR) Перемога 9-3 | 3                 |
| Олександр Колдовський Сумська область      | до 125 кг        | Н/Д                                     | Азамат Хосонов (GRE) Перемога 2-1              | Олег Болтін (KAZ) Поразка 3-6         | Завершив виступ                          | Завершив виступ                     | 9                 |

### Греко-римська боротьба
| Спортсмен                            | Вагова категорія | Раунд 1/16                            | Раунд 1/8                           | Чвертьфінал                       | Півфінал Втішний поєдинок           | Фінал Третє місце                | Фінал Третє місце |
| Спортсмен                            | Вагова категорія | Суперник Результат                    | Суперник Результат                  | Суперник Результат                | Суперник Результат                  | Суперник Результат               | Місце             |
| ------------------------------------ | ---------------- | ------------------------------------- | ----------------------------------- | --------------------------------- | ----------------------------------- | -------------------------------- | ----------------- |
| Корюн Саградян Вінницька область     | до 55 кг         | Н/Д                                   | Ельденіз Азізлі (AZE) Поразка 0-6   | Завершив виступ                   | Завершив виступ                     | Завершив виступ                  | 12                |
| Жора Абовян Запорізька область       | до 60 кг         | Н/Д                                   | Віктор Чобану (MDA) Поразка 6-11    | Н/Д                               | Степан Марянян (RUS) · Поразка 1-3  | Завершив виступ                  | 11                |
| Ленур Теміров Полтавська область     | до 63 кг         | Періка Дімітрієвіч (SRB) Перемога 9-0 | Стіг Андре Берге (NOR) Перемога 3-1 | Мейсам Далкхані (IRI) Поразка 3-3 | Деніз Менексе (GER) Перемога 9-2    | Талех Мамедов (AZE) Перемога 5-4 | 3                 |
| Олексій Масик Запорізька область     | до 67 кг         | Марлен Асікєєв (KGZ) Поразка 4-7      | Завершив виступ                     | Завершив виступ                   | Завершив виступ                     | Завершив виступ                  | 18                |
| Максим Євтушенко Донецька область    | до 73 кг         | Руслан Царьов (KGZ) Поразка 1-3       | Завершив виступ                     | Завершив виступ                   | Завершив виступ                     | Завершив виступ                  | 22                |
| Дмитро Пишков Полтавська область     | до 77 кг         | Бахіт Шаріф Бадр (QAT) Перемога 8-0   | Роман Власов (RUS) · Поразка 3-10   | Н/Д                               | Тамерлан Шадукаєв (KAZ) Поразка 0-7 | Завершив виступ                  | 9                 |
| Дмитро Гардубей Закарпатська область | до 82 кг         | Бранко Ковачевич (SRB) Перемога 2-1   | Алекс Кессідіс (SWE) Поразка 1-5    | Завершив виступ                   | Завершив виступ                     | Завершив виступ                  | 13                |
| Юрій Шкрюба Закарпатська область     | до 87 кг         | Нурсултан Турсинов (KAZ) Поразка 0-10 | Завершив виступ                     | Завершив виступ                   | Завершив виступ                     | Завершив виступ                  | 24                |
| Євгеній Савета Полтавська область    | до 97 кг         | Артур Омаров (CZE) Перемога 3-3       | Алекс Шоке (HUN) Поразка 1-6        | Н/Д                               | Петр Охлер (GER) Поразка 3-5        | Завершив виступ                  | 8                 |
| Микола Кучмій Київ                   | до 130 кг        | Марко Кошчевич (CRO) Перемога 5-1     | Ясмані Акоста (CHI) Поразка 1-2     | Завершив виступ                   | Завершив виступ                     | Завершив виступ                  | 10                |

### Жіноча боротьба
| Спортсмен                                  | Вагова категорія | Раунд 1/16                          | Раунд 1/8                               | Чвертьфінал                          | Півфінал Втішний поєдинок                      | Фінал Третє місце                         | Фінал Третє місце |
| Спортсмен                                  | Вагова категорія | Суперник Результат                  | Суперник Результат                      | Суперник Результат                   | Суперник Результат                             | Суперник Результат                        | Місце             |
| ------------------------------------------ | ---------------- | ----------------------------------- | --------------------------------------- | ------------------------------------ | ---------------------------------------------- | ----------------------------------------- | ----------------- |
| Богдана Кокозей Львівська область          | до 50 кг         | Н/Д                                 | Сара Гільдебрандт (USA) Поразка 0-10    | Н/Д                                  | Ліза Ерсель (GER) Перемога 6F-2                | Надія Соколова (RUS) · Поразка 2-12       | 5                 |
| Христина Береза Івано-Франківська область  | до 53 кг         | Н/Д                                 | Каміле Сернаускайте (LTU) Перемога 10-0 | Зюйнеп Ятгіль (TUR) Перемога 6-3     | Юлія Леорда (MDA) Поразка 10-6F                | Саманта Стюорт (CAN) Поразка 0-4F         | 5                 |
| Олександра Хоминець Львівська область      | до 55 кг         | Н/Д                                 | Цугумі Сакурай (JPN) Поразка 4-10       | Н/Д                                  | Роксана Засіна (POL) Перемога 8-6              | Ольга Хорошавцева (RUS) · Перемога 10-8   | 3                 |
| Соломія Винник Чернівецька область         | до 57 кг         | Н/Д                                 | Александрія Таун (CAN) Перемога 7F-9    | Джулія Пеналбер (BRA) Перемога 12-10 | Аншу Малік (IND) Поразка 0-11                  | Ерхембаярин Даваачимег (MGL) Поразка 8-11 | 5                 |
| Оксана Кухта Закарпатська область          | до 59 кг         | Н/Д                                 | Сандра Пружевскі (GER) Поразка 3-5      | Завершила виступ                     | Завершила виступ                               | Завершила виступ                          | 11                |
| Ілона Прокоревнюк Дніпропетровська область | до 62 кг         | Н/Д                                 | Аяулим Касимова (KAZ) Перемога 12-1     | Ана Годінез (BRA) Перемога 8F-0      | Айсулуу Тинибекова (KGZ) Поразка 2-5           | Нонока Озакі (JPN) Поразка 0-12           | 5                 |
| Тетяна Ріжко Херсонська область            | до 65 кг         | Н/Д                                 | Кумба Ларрок (FRA) Поразка 3-4          | Завершила виступ                     | Завершила виступ                               | Завершила виступ                          | 11                |
| Анастасія Лавренчук Житомирська область    | до 68 кг         | Н/Д                                 | Ріту Малік (IND) Перемога 4F-0          | Таміра Менса (USA) Поразка 0-8       | Завершила виступ                               | Завершила виступ                          | 7                 |
| Алла Белінська Херсонська область          | до 72 кг         | Н/Д                                 | Анна Шель (GER) Поразка 6-2F            | Завершила виступ                     | Завершила виступ                               | Завершила виступ                          | 12                |
| Анастасія Осняч Дніпропетровська область   | до 75 кг         | Ізелін Солхейм (NOR) Перемога 14F-2 | Епп Мяе (EST) Поразка 0-12              | Н/Д                                  | Найгалсуренджін Загурдулам (MGL) Перемога 4F-5 | Айпері Медет (KGZ) Поразка 1-12           | 5                 |